# Fritz Wildhagen
Fritz Wildhagen (* 16. März 1878 in Moskau; † 4. Dezember 1956 in Schloß Holte-Stukenbrock bei Bielefeld) war ein deutscher Schriftsteller und bekannter Landschaftsmaler, Vertreter des Impressionismus.

## Leben
Fritz Wildhagen war der knapp sieben Jahre jüngere Bruder von Kurt Wildhagen und wurde 1878 in Moskau geboren. Sein aus Braunschweig stammender Vater Fedor Andretsch hatte dort eine Feinmechanikfabrik, starb aber schon 1883. 1886 zog die Familie deswegen nach Elbing in Westpreußen.
Fritz Wildhagen studierte in Berlin bei Herman Grimm Kunstgeschichte und später von 1900 bis 1908 Malerei an der Akademischen Hochschule für bildende Künste. Sein Förderer hier war Friedrich Kallmorgen.
1907 machte er als offiziell bestellter Maler eine Studienreise durch Afrika. Er begleitete den Staatssekretär Bernhard Dernburg, Walther Rathenau und andere Offizielle. Die Reise führte von Deutschland über Port Said, Sansibar und Daressalam zum Reiseziel Mombasa. 1939 war er mit zwei Landschaftsbildern auf der Großen Deutschen Kunstausstellung in München vertreten.
Gegen Ende des Zweiten Weltkriegs, 1944, floh er vor der anrückenden Roten Armee aus Danzig nach Westfalen. Dort arbeitete er bis zu seinem Tod 1956 im Schloss Holte bei Bielefeld, u. a. begleitet von seinem Hausarzt und Kunstliebhaber Wilhelm Bedbur.
Er unternahm Studienreisen nach Persien, Afrika, Russland, Italien, Frankreich, Dänemark und auf den Balkan.
Wildhagen war ein leidenschaftlicher Musikinstrumentensammler aller Gattungen, als Lautenspieler besonders von Lauten. Drei große Bestände von ehemaligen Wildhagen-Instrumenten findet man im Musikinstrumenten-Museum Berlin, im Musikhistorisk Museum in Kopenhagen, in der Ueno Gakuen Sammlung in Tokio und möglicherweise auch auf der Burg Sternberg bei seinem Freund Peter Harlan.

## Werke
Fritz Wildhagen war ein Vertreter des Impressionismus. Bekannt wurde er durch seine Landschaftsbilder. Seine Werke kann man unter anderem in Museen in Halle, Posen und in der Nationalgalerie Berlin sehen.